# Passeig de Manuel Girona
El passeig de Manuel Girona és un vial de Barcelona, que comença a la plaça de Prat de la Riba i acaba a l'avinguda de Pedralbes, al límit entre els districtes de Les Corts i Sarrià - Sant Gervasi.

## Història
Originàriament es coneixia com la carretera del Comte Güell, ja que va ser feta construir cap als anys 1870 per l'industrial Eusebi Güell i Bacigalupi per a accedir a les seves propietats (la Finca Güell i Can Raspall) des de la carretera de Sarrià. El 1924, el vial va ser dedicat al banquer Manuel Girona i Agrafel, alcalde de Barcelona el 1876, que tenia una torre d'estiueig, la Torre Girona, ben a prop del passeig. El seu germà Ignasi era el propietari de la Vil·la Amèlia, també a prop del passeig.

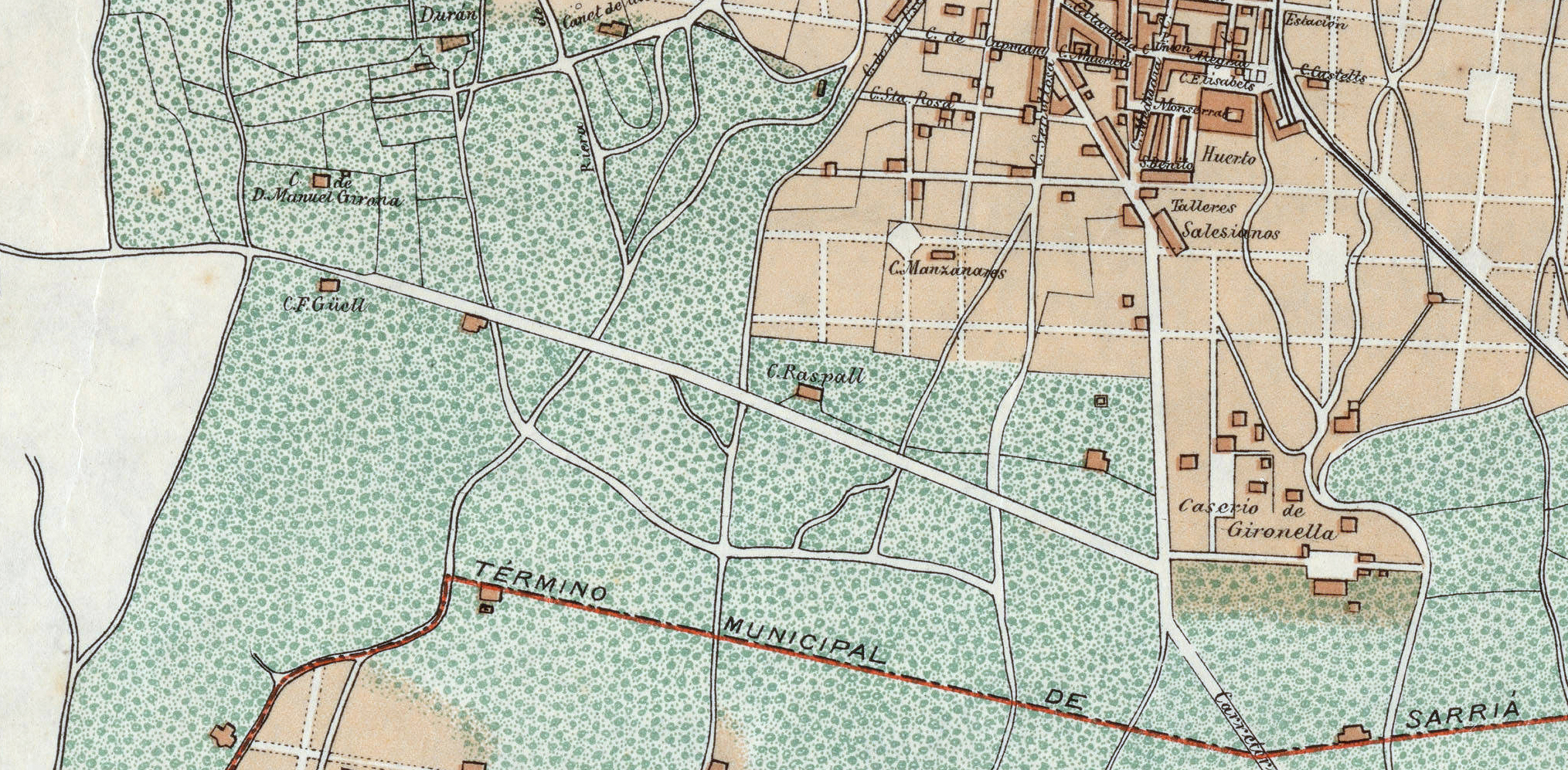
Plànol del 1890, on es pot llegir «F. Güell», «C. Raspall» i «C. de D. Manuel Girona»

La urbanització de l'avinguda s'inicià als anys 1950, després de l'obertura del carrer del Capità Arenas, i la majoria d'edificis són posteriors, entre ells la parròquia de Sant Ot, d'estil contemporani. A la cantonada amb el passeig de Sant Joan Bosco hi havia unes cotxeres de Tramvies de Barcelona i la casa Miralles, que foren enderrocades el 1965 per a la construcció del grup d'habitatges de les Cotxeres de Sarrià, obra de l'arquitecte Josep Antoni Coderch, mantenint-ne únicament la porta i tanca, obra d'Antoni Gaudí.